# Національний герой Індонезії

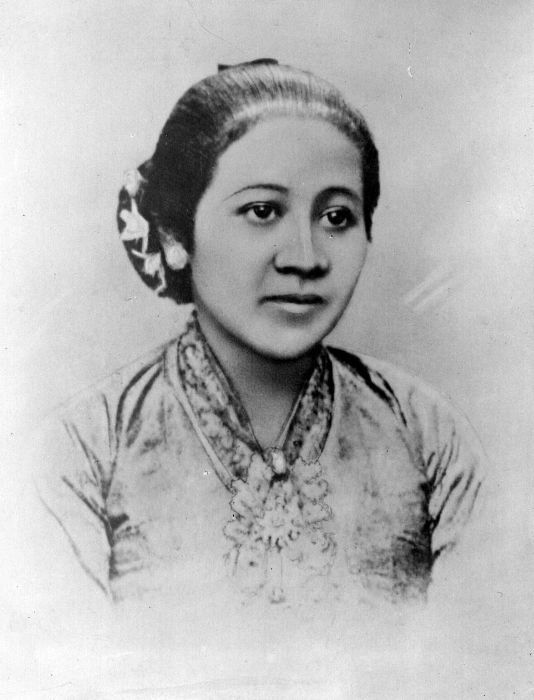
Національний герой Індонезії Картіні

Національний герой Індонезії (індонез. Pahlawan Nasional Indonesia) — почесний титул, звання, що надається урядом Індонезії за видатні заслуги у боротьбі за незалежність чи за внесок у розвиток нації. Нині налічується 156 національних героїв Індонезії.

## Історія
Традиція офіційного йменування особи, яка зробила особливий внесок під час боротьби за незалежність, з'явилась за часів президентства Сукарно. Першим національним героєм Індонезії став Абдул Муйс, який отримав це звання відповідно до указу № 218/1959 від 30 серпня 1959 року.
Перші критерії проголошення особи національним героєм було визначено указом Сукарно 1958 року. У тих критеріях було зазначено, що національним героєм може бути «людина, яка упродовж свого життя, виявляючи любов до нації й ведучи боротьбу проти зарубіжних ворогів, надала значну послугу у боротьбі за незалежність, брала участь в організованій діяльності проти колоніалізму чи зробила значний внесок у політичний, державний, соціально-економічний чи культурний розвиток Індонезії». 1964 року було внесено зміни, що додали визначення національного героя Індонезії як «особи, яка загинула, захищаючи країну, або принесла значну жертву, та чия подальша діяльність не була затьмарена діями, що принижували б героїчний статус».
Окрім титулу «Національний герой Індонезії» існують ще чотири категорії статусу національного героя:
- Герой національної незалежності (надавався тільки за часів правління Сукарно);
- Національный герой (надавався за часів Сухарто);
- Герой проголошення (статус наданий Сукарно й Мохаммаду Хатта, які проголосили Декларацію незалежності);
- Герой незалежності (надавався убитим 1965 року під час придушення державного перевороту, влаштованого Рухом 30 вересня).